# Philiolaus parasilanus
Philiolaus parasilanus is een vlinder uit de familie van de Lycaenidae. De wetenschappelijke naam van de soort is voor het eerst geldig gepubliceerd in 1919 door Rebel.